# Senaspis xanthorrhoea
Senaspis xanthorrhoea är en tvåvingeart som först beskrevs av Mario Bezzi 1912.  Senaspis xanthorrhoea ingår i släktet Senaspis och familjen blomflugor.
Artens utbredningsområde är Kenya. Inga underarter finns listade i Catalogue of Life.